# Pasporto al la tuta mondo
 (janvier 2021).
Si vous disposez d'ouvrages ou d'articles de référence ou si vous connaissez des sites web de qualité traitant du thème abordé ici, merci de compléter l'article en donnant les références utiles à sa vérifiabilité et en les liant à la section « Notes et références ».

Pasporto al la tuta mondo (« passeport pour le monde entier ») est un cours d’espéranto filmé en 2002 pour la ligue nord-américaine d'espéranto (aujourd’hui Esperanto-USA), conçu par Edwin Grobe (eo) et écrit par Paul Gubbins. Il est composé de quinze leçons de trente minutes. Chaque leçon est présentée entièrement en espéranto, et se découpe en trois parties : une introduction, suivie de saynètes qui forment une histoire originale, et une phase d’analyse de l’histoire et des nouveaux points linguistiques étudiés dans la leçon.

## Contenu
Le cours raconte l’histoire de la famille Bonvolo, des espérantophones qui tiennent une boutique d’informations à l’intention d’espérantophones, et qui participent au Pasporta Servo et donc accueillent des invités. Lors de la première leçon, Ruselo Ŝafisto arrive chez les Bonvolo et sert d’intermédiaire entre l’apprenant et le cours pour découvrir les bases de la langue.
Esperanto-USA présente ce cours sous forme de quatre DVD, qui proposent des sous-titres dans huit langues, y compris l’espéranto et le français. Il est également disponible sur YouTube sous licence CC-BY-NC 3.0.
Le cours met en scène des acteurs de diverses nationalités afin de faire découvrir l’espéranto parlé avec différents accents internationaux :
- Elsa Torres Raola : présentatrice du cours
- Mike Sloper (eo) : Georgo Bonvolo, père de famille
- Leonora Torres : Filisa Bonvolo, mère de famille
- Mingchi Chien (Carroll) : Jolanda Bonvolo, fille aînée
- Ĵenja Korp (Bondelid) : Helena Bonvolo, la benjamine
- Stephan Boddington : Karlo Bonvolo, le cadet
- Guy Menahem : Ruselo Ŝafisto
- Katsunori Syozi : Ken Raportisto
- Vesna Rogulja Heyman : Flora Bundo
- Steve Wagenseller : Detektivo
- Amalie Maria Johansen : Kuracistino
- Natsuko Takenaka (Fujimoto) : Nina Atletino
- Aziz Diallo : Impostisto
- Aaron Brown : Bardo Ŝafisto

Certains acteurs, comme Leonora Torres, connaissaient très peu d’anglais et ont dû utiliser l’espéranto même hors du tournage pour se faire comprendre.